# 리얼 에일

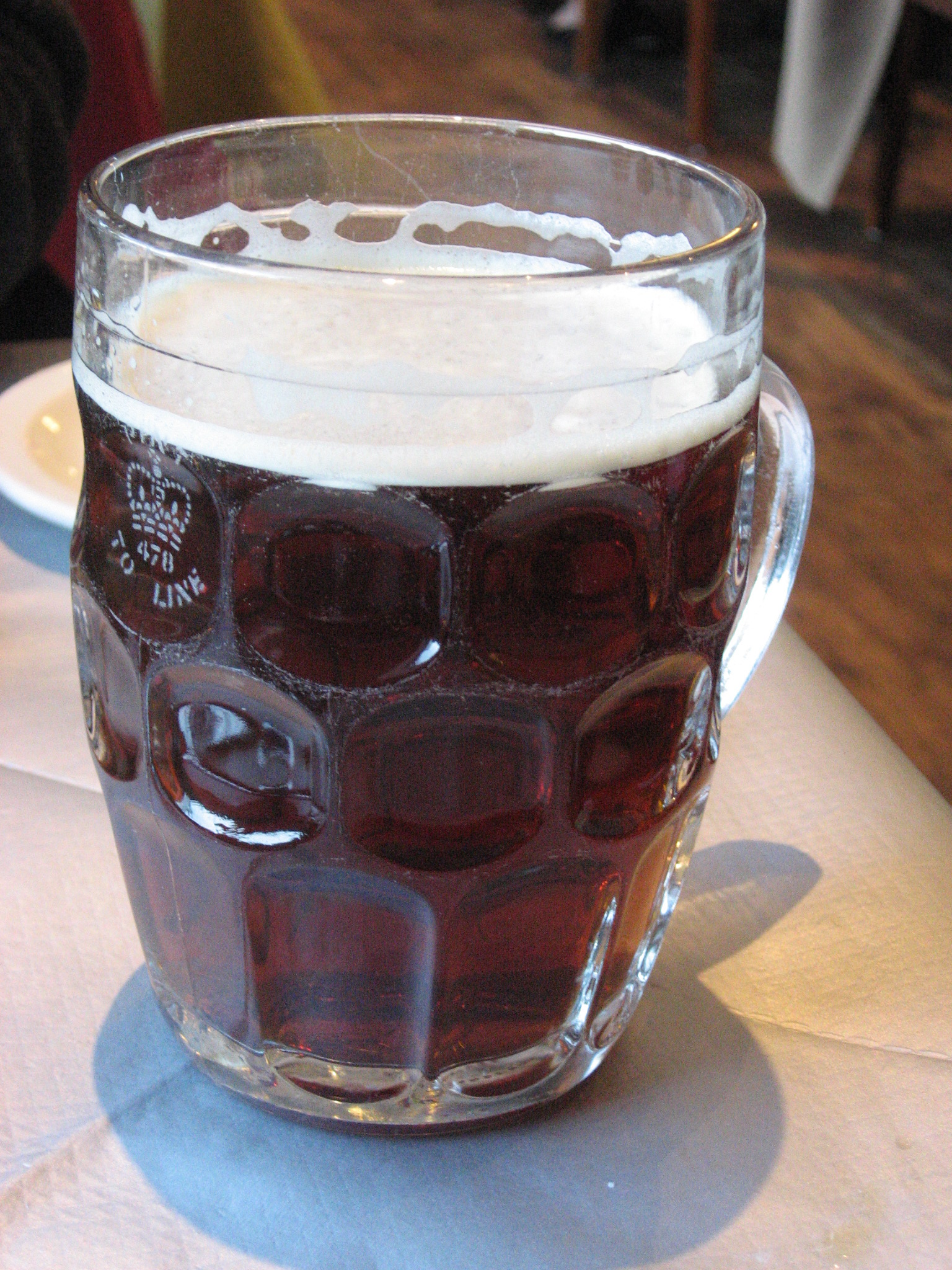

리얼 에일(real ale)은 "전통적인 재료로 양조되고, 배출되는 용기에서 2차 발효를 통해 숙성되며, 외부 이산화 탄소를 사용하지 않고 제공되는" 맥주를 위해 CAMRA(Campaign for Real Ale)에서 만든 이름이다.

## 캐스크 및 병에 담긴 맥주
CAMRA에서는 캐스크 및 병에 조절된 맥주를 리얼 에일이라고 부른다. 둘 다 2차 발효를 거친 용기에서 제공되는 맥주에 대한 설명과 일치하기 때문이다.

## 같이 보기
- 생맥주